# Municipio de Mörbylånga
El municipio de Mörbylånga (en sueco: Mörbylånga kommun) es un municipio en la provincia de Kalmar, al sur de Suecia. Su sede se encuentra en la ciudad de Mörbylånga, mientras que la ciudad más grande es Färjestaden. El municipio actual, que constituye la parte sur de la isla de Öland, se formó en 1974. Las dieciocho entidades originales durante la reforma de subdivisión nacional de 1952 se reagruparon en tres unidades más grandes. Ottenby se fusionó con Mörbylånga en 1967 y en 1974 se añadió Torslunda.

## Localidades
Hay 9 áreas urbanas (tätort) en el municipio:
| # | Tätort      | Población |
| - | ----------- | --------- |
| 1 | Färjestaden | 4,636     |
| 2 | Mörbylånga  | 1,784     |
| 3 | Skogsby     | 528       |
| 4 | Algutsrum   | 499       |
| 5 | Degerhamn   | 372       |
| 6 | Vickleby    | 310       |
| 7 | Gårdby      | 262       |
| 8 | Arontorp    | 231       |
| 9 | Kastlösa    | 208       |